# يفاع (ذمار)

تعديل مصدري - تعديل

يفاع هي إحدى قرى عزلة منقذة بمديرية مدينة ذمار التابعة لمحافظة ذمار، بلغ تعداد سكانها 3,328 نسمة حسب تعداد اليمن لعام 2004.